# Wiktor Lang
Wiktor Lang (ur. 14 marca 1895 w Brnie, zm. 4 lutego 1920 w Poznaniu) – uczestnik I wojny światowej, powstaniec wielkopolski, porucznik pilot Wojska Polskiego.

## Życiorys
Urodził się w rodzinie Karola i Marii z domu Hezel. Ukończył szkołę ludową i szkołę realną, wstąpił do szkoły kadetów w Wiedniu. Na stopień chorążego został mianowany ze starszeństwem z 1 września 1913 w korpusie oficerów piechoty i wcielony do 88 Czeskiego pułku piechoty w Czeskich Budziejowicach. Pułk ten pozostał jego oddziałem macierzystym do 1918. Na stopień podporucznika został mianowany ze starszeństwem z 1 września 1915 w korpusie oficerów piechoty. Walczył na frontach I wojny światowej. Był pięciokrotnie ranny.
1 stycznia 1917 roku wstąpił do lotniczej szkoły obserwatorów w Wiener Neustadt i w marcu rozpoczął loty w charakterze obserwatora na froncie w Rumunii, a następnie nad rzeką Isonzo. W 1918 roku ukończył szkołę pilotów w Sarajewie i rozpoczął loty na samolotach myśliwskich. Łącznie wykonał 53 loty bojowe i brał udział w 17 walkach powietrznych. Zgłosił zestrzelenie 4 samolotów nieprzyjaciela.
Na początku 1919 roku zwolnił się ze służby w c. i k. Armii i przyjechał do Warszawy. Zgłosił się jako ochotnik do powstającego Wojska Polskiego. Otrzymał przydział do Poznania i wstąpił do oddziałów lotniczych Armii Wielkopolskiej. Służył jako pilot-instruktor w Wyższej Szkole Pilotów w Ławicy. Jednocześnie, jako pilot 3. Wielkopolskiej eskadry lotniczej polnej,  wykonywał loty bojowe na rzecz frontu wielkopolskiego i działań powstańczych na Śląsku. Wykonywał też loty propagandowe podczas których zrzucał ulotki.
Podczas jednego z takich lotów nad Górnym Śląskiem lądował przymusowo w okolicy Sycowa i dostał się do niewoli wraz ze swoim obserwatorem sierż. Janem Kasprzakiem. Zostali skierowani do obozu jenieckiego w Świętoszowie. Udało mu się zbiec z obozu i przez Passau i Wiedeń wrócił do Poznania. Swe przygody z tego okresu opisał w  broszurze pt. „Ucieczka  oficera lotnika  z niemieckiej niewoli”. Wspomnienia z ucieczki z niewoli były też drukowane w odcinkach w dwutygodniku Polska Flota Napowietrzna w 1920 roku. Po krótkiej rekonwalescencji wrócił do latania.
Zginął 4  lutego  1920  roku podczas lotu z pilotem-uczniem. Samolot Aviatik C.III runął na ziemię krótko po starcie, grzebiąc instruktora. Uczeń nie odniósł obrażeń. Został pochowany na cmentarzu garnizonowym w Kwaterze Lotników, rząd B, grób nr 12.
9 września 1920 roku został pośmiertnie zatwierdzony z dniem 1 kwietnia 1920 roku w stopniu kapitana, w Korpusie Wojsk Lotniczych, w grupie oficerów byłej armii austriacko-węgierskiej.

## Ordery i odznaczenia
- Polowa Odznaka Pilota – 11 listopada 1928 roku „za loty bojowe nad nieprzyjacielem w czasie wojny 1918-1920”[16]

W czasie służby w c. i k. Armii otrzymał:
- Order Korony Żelaznej 3. klasy z dekoracją wojenną i mieczami,
- Krzyż Zasługi Wojskowej 3 klasy z dekoracją wojenną i mieczami,
- Signum Laudis Srebrny Medal Zasługi Wojskowej z mieczami na wstążce Krzyża Zasługi Wojskowej,
- Signum Laudis Brązowy Medal Zasługi Wojskowej z mieczami na wstążce Krzyża Zasługi Wojskowej,
- Krzyż Wojskowy Karola[17].